# فرد ستريكلاند
فرد ستريكلاند (بالإنجليزية: Fred Strickland) هو لاعب كرة قدم أمريكية أمريكي، ولد في 15 أغسطس 1966 في بوفالو في الولايات المتحدة.

## وصلات خارجية
- فرد ستريكلاند على موقع مرجع كرة القدم المحترفة.كوم (الإنجليزية)